# Annona frutescens
Annona frutescens é descendente da magnólia .  Foi descrito pela primeira vez por Robert Elias Fries . Annona frutescens pertence ao gênero Annona, e à família Annonaceae. Não há tipos listados como este. 